# SpectroML
SpektroML ist eine Auszeichnungssprache für Daten in der Molekülspektroskopie. Es handelt sich um ein offenes Format, das vom National Institute of Standards and Technology spezifiziert und als herstellerunabhängiges Austauschformat konzipiert wurde. Im Fokus stand dabei der Austausch von UV-VIS-Spektren von Referenzmaterialien. Als Folgestandard wird das ebenfalls XML-basierte aber breiter gefasste AnIML angesehen.